# 1553 w polityce

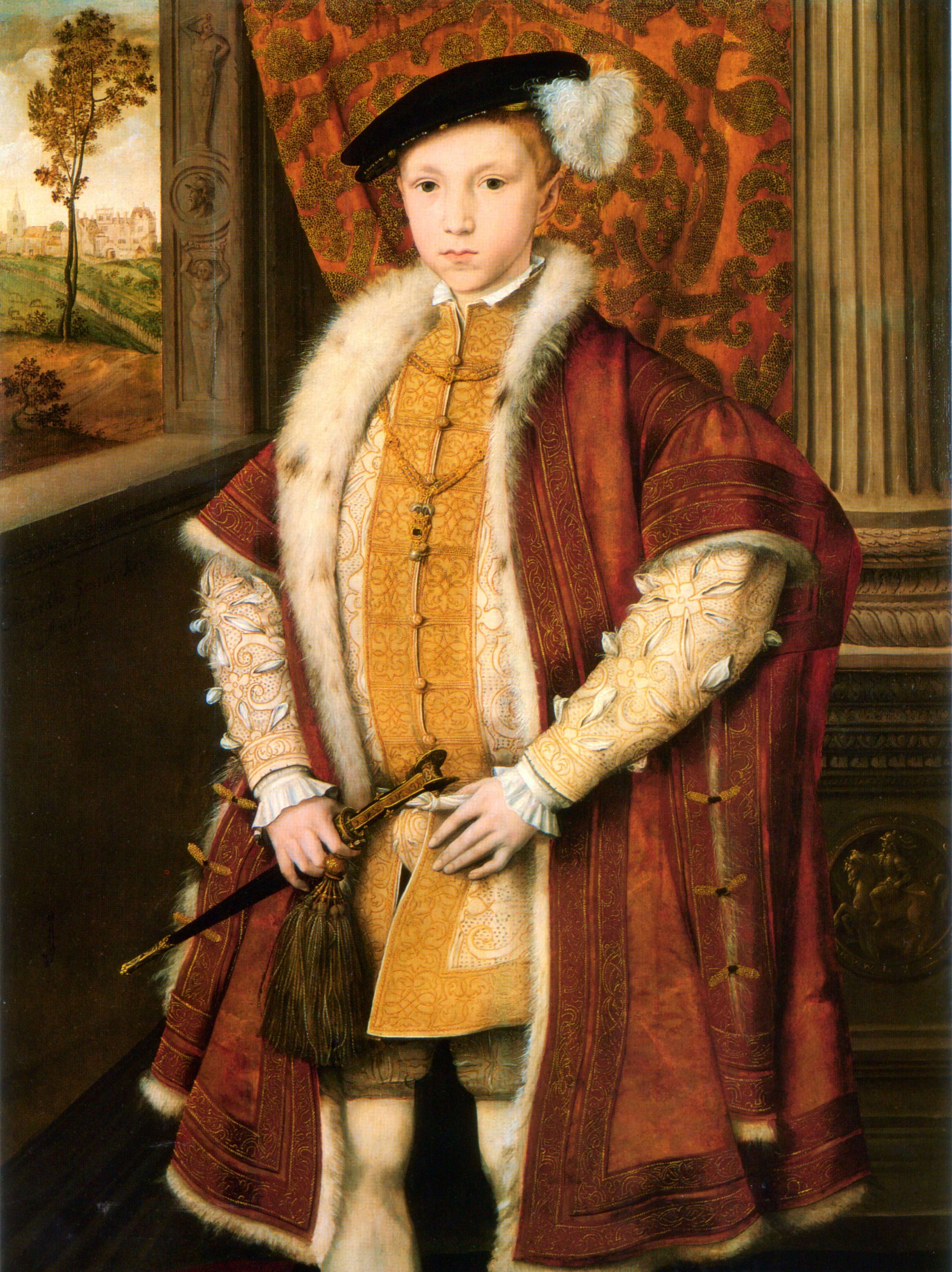
Edward VI Tudor

Wydarzenia polityczne w 1553 roku.

## Zmarli
- 6 lipca Edward VI Tudor, król Anglii[1].